# Азербејџанске свадбене традиције
Азербејџанска традиција венчања (азер. Azərbaycanın toy adətləri  ) је једна од најзначајнијих и најсвечанијих породичних традиција азербејџанског народа. Она је вишестепена и повезана је са разним обавезним ритуалима и традицијама. Древна азербејџанска венчања одражавају циклусе традиција, који трају дуг временски период и захтевају значајне материјалне трошкове.

## Структура церемоније
Званични поступак венчања почиње прихватањем сагласности родитеља младе („соз кәсмәк“) и наставља се након доношења независне одлуке о браку.

### Киз Гормә (презентација удате девојке)
Традиције као што су киз гормә (представљање удате девојке) и киз бәиәнмә (одобравање избора) су први услови венчања. Најближи рођаци младожење, који су окупљени да га венчају, почињу да прикупљају податке о невести, њеним родитељима и породици у којој живи.

### Елцилик (прављењње споја)
Дан за слање проводаџија у кућу невесте се одређује када се одобри младожењин избор.
Поштовани, старији рођаци младожења учествују у „главној“ церемонији склапања споја. Одбијање сматра се ударом на престиж проводаџија. Генерално, старији рођаци младожења или његове старије сестре шаљу се у кућу невесте да добију прелиминарни пристанак. Раније је традиција захтевала поновљена „одбијања“ из разних разлога, али је касније то знатно поједностављено. Ово поједностављење се може приписати уверењу да будући сапутник у животу треба да буде једнак у правима и да млади имају право на тај приватни избор.

У одређивању дана спајања сви се труде да изаберу успешан дан, који би требало да буде дан када се сви снови остварују. Према древном веровању, зли духови су граничили пут проводаџија на путу до куће невесте, покушавали су да ограниче обавезу и желели су да проводаџија добије одбијеницу и да се врати без пристанка. Да би се томе супротставили, људи су причврстили иглу на врата и зидове куће, којима су прилазили. Зли духови, уплашени од игле од гвожђа, нису имали довољно храбрости да напусте дом и испрате проводаџију у одласку у кућу младе.
Прављење споја је неизоставна традиција чак и када пар пристане на меч.

### Баслıг (Плаћање)
Азербејџан је испоштовао традицију исплате „Баслıга“. Баслıг је плаћање за младу од стране младожења родитељима невесте, тачније њеном оцу или другој особи која нуди младу за брак. Плаћање се вршило у новцу, стоци или другом материјалном богатству пре венчања. Био је забрањен у совјетско доба.

### Нишан или Адак (веридба)
Упаривање прати традицију вереника. Након што отац одлучи да своју ћерку да за удају, младожења забавља своје нове рођаке чајем и слаткишима у кући младе. Године 1908, процес ангажмана Шахсевена, етничке групе Азербејџанаца, описан је на следећи начин:
| Шахсевени ступају у брак према древним традицијама. Ако девојчин отац пристане да уда своју ћерку, онда пре свега младожења треба да угости и заслади своје нове рођаке у кући невестине, што се зове традиција. |

Период после веридбе и пре венчања је главни период у животу младог пара. Раније је дужина ове фазе била веома значајна, понекад се протезала и неколико година. Могуће је да је дуги распон веридби био везан за тешкоће везане за материјално благостање и неопходност припреме за будуће свадбене свечаности. Касније је овај период значајно скраћен.

### Чехиз (мираз)
После веридби, невестина породица почиње да припрема ћехиз за будући породични живот своје ћерке. Ћехиз је у виду све потребне опреме за пуњење куће. Обично младожењина породица купује кућу, а невестина породица сав намештај, кухињску опрему, веш машину, усисивач и многе друге ствари потребне за живот у кући. Славно је невестиној породици да обезбеди богатство ћехиз. Ово је прихваћено као последња обавеза родитеља за живот њихове ћерке.

### Кәбин (Религијска регистрација)
Верска регистрација брака ( азер. Kəbin Kəsmək   ) одржава се неколико дана пре венчања уз учешће сведока са обе стране. Гарантована сума („мехр“) уписана је у брачни уговор („кебин кагизи“) ( азер. Kəbin kağızı   ). Ово је гарантовани износ новца за младу у случају развода или смрти мужа. Тај износ је у прошлости пажљиво чувала удата жена.

### Венчање
Неколико дана пре венчања одржава се обред украшавања куће („ев беземек“). Церемонија се завршава истог дана када се у младожењину кућу донесе мираз  . Циљ ове традиције је да се младом брачном пару обезбеде све потрепштине на почетку заједничког живота, због чега се у миразу налази намештај, посуђе и кућни предмети.
Разликују се „девојачко венчање” (обред „палтар кесди”) и тзв. „момачко венчање”.  На свадби се свира народна музика.

### Ксıнаиакдı (Ноћ кане)
Увече првог дана венчања у кући невесте одржава се церемонија „мазања каном “. Најближе пријатељице и рођаци младе су позвани на овај догађај. Из младожењине куће долази група младића и девојака са музичарима. Најближи рођаци младожења намажу кану на прсте младе и дају поклоне. Невестина породица приређује свечану вечеру учесницима церемоније. „Размазивање каном” има различите називе у различитим областима Азербејџана: у Шакију се церемонија назива „гозба невесте”; у Товузу је церемонија „демонстрација девојке“; у Масали и Ленкерану догађаји су познати као „окупљање код девојке“; у Губи референца је „размазивање каном“, а у Апшерону је „хенанане“. Према предању, у ноћи „мазања каном“ младожења је долазио у кућу невесте по „тои паи“ (свадбени део) и узимао овцу и кокошку, дајући заузврат поклоне и новац. Према традицији, прикладно је украсти „тои паи“, али је осамдесетих година 20. века свадбени део припреман унапред и даван младожењи. Понекад музичари остану у невестиној кући, а весеље и играње трају до јутра.
Другог дана свадбе игра се у младожењиној кући. Одржавање „гулеша“ (рвачке представе) је до сада био део другог дана у неким селима. Још седамдесетих година 20. века ова традиција је постојала у сваком селу Азербејџана. Познати рвачи су се окупили да одмере своју моћ на венчању. На крају свадбе шаље се караван до младенчине куће (данас аутомобил) да доведе младу до младожењине куће („гелин гетирме“). На путу момци задржавају младожењу и невесту и њихов караван да би добили поклон („џелет“).
Оба длана младе везују се белом или црвеном марамицом испод које се ставља новац, који је узимао младожењин и невестин јенге. Невести се одвезују пред брачну ноћ.

### Узә Цıкдı (после венчања)
Церемонија под називом „узе цıкдı“, која симболизује крај периода „одсуства“, одржава се неколико дана након венчања. Некада, по традицији, невеста месец дана након венчања није прелазила границе дворишта. Недељу дана није разговарала са свекрвом и свекром. Након обреда „узе чикди“ најближи рођаци младе (осим мајке и оца) и младожења се окупљају у његовој кући, поздрављају младенце и уручују им вредне поклоне или новац.

## Промене у церемонији венчања
Упркос дугогодишњој традицији, азербејџанска венчања су претрпела значајне промене током последњих деценија. Сада је широко прихваћено да се фотографише млади пар на дан венчања и да млада носи белу венчаницу. Строго прикривање младог пара пред венчање је смекшало. Младожења, или ретко млада, може да седне за сто са гостима. Последњих година младожења су добили право да учествују у церемонији веридбе. Ове промене су нарочито присутне на градским венчањима. Очекује се да ће се промене у сеоским свадбама наставити и наредних година. Један од савремених трендова је одбијање „венчања без младенаца“, традиције скривања младе пре венчања. Скраћено је и трајање венчања. Некада је венчање могло да траје 3 или 7 дана, а сада траје један дан.  